# Altes Rathaus (Neunkirchen am Brand)

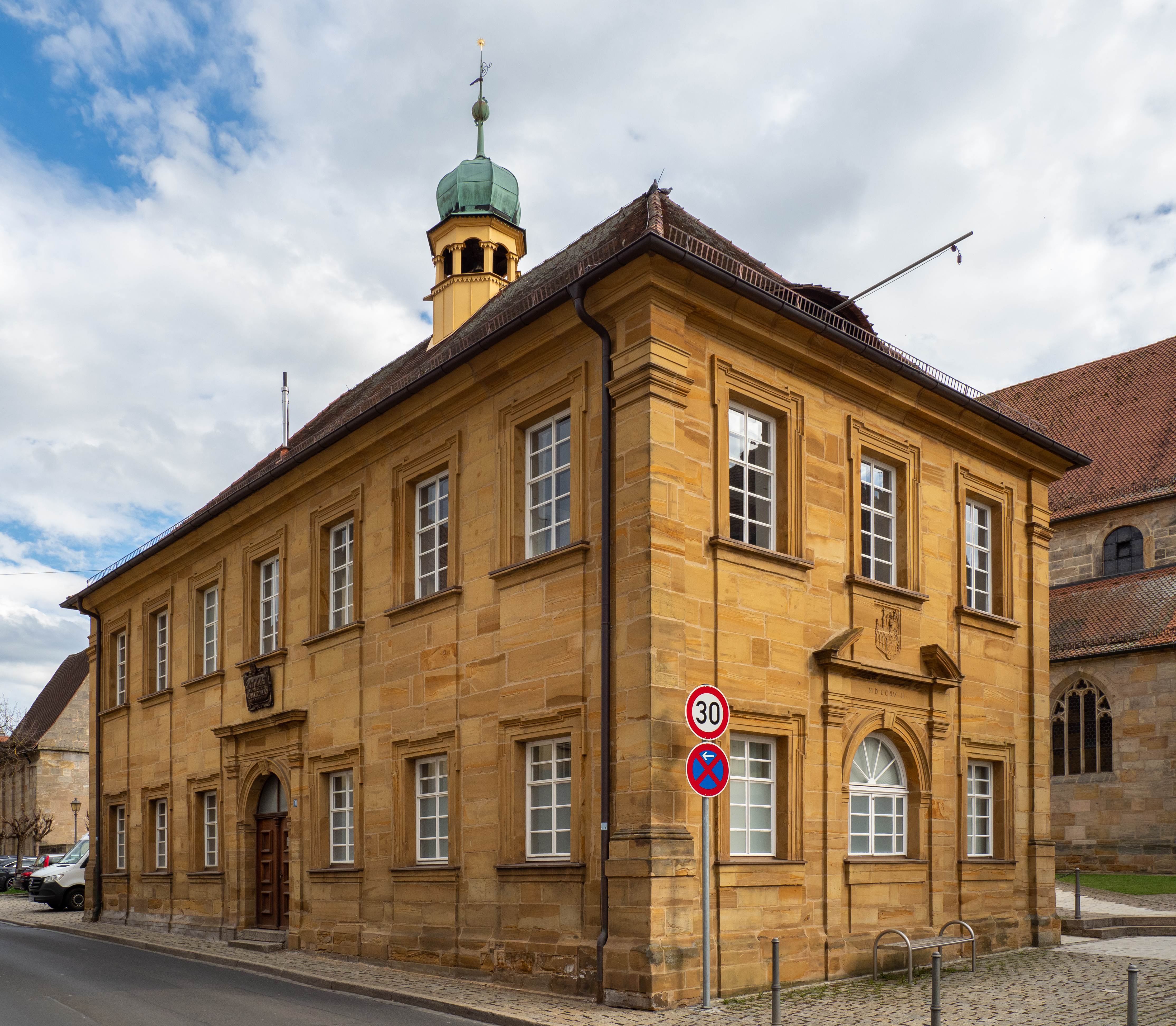
Altes Rathaus in Neunkirchen am Brand

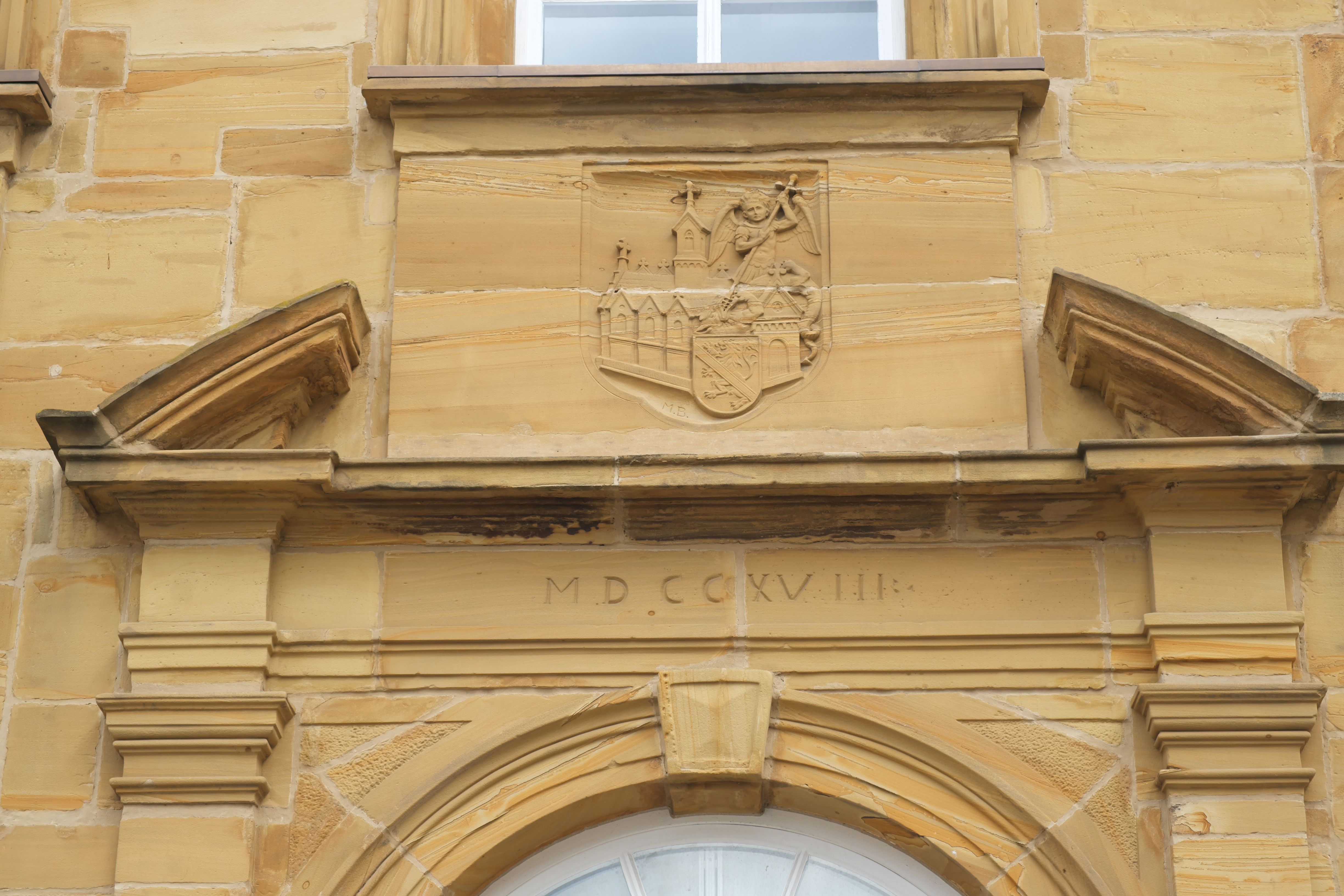
Wappen und darunter die Jahreszahl MDCCXVIII (1718)

Das Alte Rathaus in Neunkirchen am Brand, einer Marktgemeinde im oberfränkischen Landkreis Forchheim in Bayern, wurde 1718 errichtet. Das Rathaus mit der Adresse Innerer Markt 1, freistehend gegenüber der Pfarrkirche St. Michael, ist ein geschütztes Baudenkmal.
Der zweigeschossige Walmdachbau aus Sandsteinquadermauerwerk mit Pilastergliederung besitzt einen offenen achteckigen Dachreiter mit Zwiebelhaube. Im Dachreiter befindet sich die kleine Marktglocke aus dem Jahr 1486 vom Vorgängerbau erhalten. Die zur Straße gewandten beiden Schaufronten sind aus sorgfältig bearbeitetem Sandstein ausgeführt. Die anderen Seiten sind verputzt.
Zum Kirchhof ist an der Südseite eine Sonnenuhr angebracht. An der Ostseite befindet sich ein Baum des Lebens als monumentale Holzplastik des Neunkirchener Bildhauers Felix Müller (1904–1997).